# NGC 4988
NGC 4988 је лентикуларна галаксија у сазвежђу Кентаур која се налази на NGC листи објеката дубоког неба.
Деклинација објекта је - 43° 6' 20" а ректасцензија 13h 9m 54,2s. Привидна величина (магнитуда) објекта NGC 4988 износи 13,0 а фотографска магнитуда 13,9. NGC 4988 је још познат и под ознакама ESO 269-55, MCG -7-27-37, DCL 516, IRAS 13070-4250, PGC 45671.